# BlackBerry Pearl 8100
Pour les articles homonymes, voir BlackBerry Pearl et Blackberry.
Le BlackBerry Pearl 8100 est un des BlackBerry les plus petits jamais créés, le plus petit étant son grand frère le Pearl 9100. Il est lancé le 12 septembre 2006. Contrairement aux autres BlackBerry (excluant le 8200 et le 9100), chacune des touches contient deux lettres au lieu d'une.

## Caractéristiques techniques
|                                   | Pearl 8100                             | Pearl 8110                             | Pearl 8120                             | Pearl 8130                             |
| --------------------------------- | -------------------------------------- | -------------------------------------- | -------------------------------------- | -------------------------------------- |
| Courier électronique              | Oui                                    | Oui                                    | Oui                                    | Oui                                    |
| Organisateur                      | Oui                                    | Oui                                    | Oui                                    | Oui                                    |
| Navigateur web                    | Oui                                    | Oui                                    | Oui                                    | Oui                                    |
| Téléphone                         | Oui                                    | Oui                                    | Oui                                    | Oui                                    |
| Appareil photo                    | 1,3 MP                                 | 2,0 MP                                 | 2,0 MP                                 | 2,0 MP                                 |
| Enregistrement vidéo              | Non                                    | Oui                                    | Oui                                    | Oui                                    |
| BlackBerry Maps                   | Oui                                    | Oui                                    | Oui                                    | Oui                                    |
| Lecteur multimédia                | Oui                                    | Oui                                    | Oui                                    | Oui                                    |
| Données d'accès corporatives      | Oui                                    | Oui                                    | Oui                                    | Oui                                    |
| SMS                               | Oui                                    | Oui                                    | Oui                                    | Oui                                    |
| MMS                               | Oui                                    | Oui                                    | Oui                                    | Oui                                    |
| GPS                               | Non                                    | Oui                                    | Non                                    | Oui                                    |
| Wifi                              | Non                                    | Non                                    | Oui                                    | Non                                    |
| Push To Talk (PTT)                | Oui                                    | Oui                                    | Oui                                    | Non                                    |
| Longueur                          | 105mm                                  | 105mm                                  | 105mm                                  | 107mm                                  |
| Largeur                           | 50mm                                   | 50mm                                   | 50mm                                   | 50mm                                   |
| Profondeur                        | 14,5 mm                                | 14,5 mm                                | 14,5 mm                                | 14 mm                                  |
| Poids                             | 88 grammes                             | 92 grammes                             | 92 grammes                             | 96 grammes                             |
| Clavier                           | QWERTY SureType avec logiciel SureType | QWERTY SureType avec logiciel SureType | QWERTY SureType avec logiciel SureType | QWERTY SureType avec logiciel SureType |
| Perle de navigation               | Oui                                    | Oui                                    | Oui                                    | Oui                                    |
| Clavier éclairé                   | Oui                                    | Oui                                    | Oui                                    | Oui                                    |
| Capable de casque mixte 3.5mm     | Non                                    | Oui                                    | Oui                                    | Oui                                    |
| Capable de casque mixte 2.5mm     | Oui                                    | Non                                    | Non                                    | Non                                    |
| Prise pour casque téléphonique    | Oui                                    | Oui                                    | Oui                                    | Oui                                    |
| Casque mixte inclus               | Oui                                    | Oui                                    | Oui                                    | Oui                                    |
| Haut-parleur                      | Oui                                    | Oui                                    | Oui                                    | Oui                                    |
| Bluetooth                         | Oui                                    | Oui                                    | Oui                                    | Oui                                    |
| Aides auditives (écran)           | Non                                    | Non                                    | Non                                    | Oui                                    |
| Support vidéo                     | MPEG4, WMV, H.263                      | MPEG4, WMV, H.263                      | MPEG4, WMV, H.263                      | MPEG4, WMV, H.263                      |
| Support audio                     | MP3, MIDI, AMR-NB, AAC/AAC+/eAAC+, WMA | MP3, MIDI, AMR-NB, AAC/AAC+/eAAC+, WMA | MP3, MIDI, AMR-NB, AAC/AAC+/eAAC+, WMA | MP3, MIDI, AMR-NB, AAC/AAC+/eAAC+, WMA |
| Résolution d'écran                | 240x260                                | 240x260                                | 240x260                                | 240x260                                |
| Type d'écran                      | Cristaux Liquides                      | Cristaux Liquides                      | Cristaux Liquides                      | Cristaux Liquides                      |
| Sélection de la taille d'écriture | Oui                                    | Oui                                    | Oui                                    | Oui                                    |

Source : PhonesData :